# 1617 en philosophie
Chronologie de la philosophie
- 1613
- 1614
- 1615
- 1616
- 1617
- 1618
- 1619
- 1620
- 1621

L’année 1617 a été marquée, en philosophie, par les événements suivants :

## Publications
- Tommaso Campanella : Prodromus philosophie instaurandæ, Francfort, 1re éd. 1617. Rédigé en 1595.
- Comenius : Retuňk proti Antikristu a svodům jeho, 1617-1618 - un manifeste contre le pape .

## Naissances
- Ralph Cudworth (décédé le 26 juin 1688), philosophe anglais, est un membre de l'école des Platoniciens de Cambridge. Il est en particulier connu pour être l'auteur en langue anglaise du néologisme consciousness, qui sera repris par Locke (1632-1704) et traduit en français par conscience.
- 6 mars à Agordo en Italie : Tito Livio Burattini (décédé en 1681 à Cracovie en Pologne), philosophe italien, a porté tout au long de sa vie un intérêt pour les sciences, les inventions, les machines, l'architecture, les voyages et l'égyptologie. Il s'est également penché sur des problèmes de mathématiques, de physique, d'astronomie, de géodésie et d'économie de son époque.

## Décès
- Giovanni Botero (né en 1544 à Bene Vagienna, Piémont, mort en 1617 à Turin) est un penseur politique et homme de lettres italien.
- 25 septembre à Lisbonne : Francisco Suárez (connu comme le Doctor eximius), né le 5 janvier 1548 à Grenade (Espagne), était un philosophe et théologien jésuite espagnol, généralement considéré comme l'un des plus grands scolastiques après Thomas d'Aquin. Il fit partie de la célèbre École de Salamanque.